# Andreas Straßner
Andreas Straßner (* 23. März 1979 in Pleinfeld) ist ein deutscher Langstreckenläufer.

## Leben und Karriere
Straßner wird seit ca. 5 Jahren von Sebastian Reinwand trainiert (Stand 2018). Zum 1. Januar 2017 wechselte er zusammen mit Reinwand vom Team Memmert/TSG 08 Roth zum Marathonteam des ART Düsseldorf, das aber Ende 2018 aufgelöst wurde. Seit 2019 startet er für das Team Naunheim Sport aus Wetzlar. 
Seine Lebenspartnerin ist die ebenfalls dort trainierende Langstreckenläuferin Julia Galuschka.

## Sportliche Erfolge
2018 gewann er mit 76,8 km den nationalen Wings for Life World Run (Global Platz 2) in München, 2019 mit 61,25 km den nationalen Wings for Life World Run in Brasilien.
2018 wurde er erster beim Seenlandmarathon. 2018 und 2019 gewann er den München-Marathon.
2019 holte er Silber im deutschen Nationalteam bei den Weltmeisterschaften über 50 Kilometer.